# 冬木琉璃香
冬木琉璃香（8月5日—），日本漫畫家。福岡縣北九州市出身。日本漫畫家碧友佳子為其友人，《星座宮神話》裡的角色亦被對方所引用。

## 作品
- 《星座宮神話》系列

1. 星座宮神話、全20冊、原名《アリーズ》
2. 星座宮神話Ⅱ ~ 甦醒的星座宮 、10冊完結、原名《アリーズ2〜蘇る星座宮〜》

- 天使的靈藥、全7冊、原名
- 惡魔 !? 美女、全5冊
- 時空之戀、全2冊
- 魔界公主、全3冊
- 命運的星座宮、全1冊
- 暗夜の封印、全10冊